# Philaccolilus bicinctus
Philaccolilus bicinctus är en skalbaggsart som först beskrevs av Régimbart 1892.  Philaccolilus bicinctus ingår i släktet Philaccolilus och familjen dykare. Inga underarter finns listade i Catalogue of Life.